# Tammun
Tammun (arab. طمّون) – palestyńskie miasto w muhafazie Tubas, położone 23 kilometry na północny wschód od Nablusu i 5 kilometrów na południe od Tubasu w północno-wschodnim Zachodnim Brzegu. Według danych Palestyńskiego Centralnego Biura Statystycznego w 2007 liczyło 10 795 mieszkańców